# Йохан Зигизмунд Фридрих фон Кевенхюлер-Меч
Йохан Зигизмунд Фридрих фон Кевенхюлер-Меч (на немски: Johann Sigismund Friedrich von Khevenhüller-Metsch; * 22 февруари 1732, Виена, Хабсбургска монархия; † 15 юни 1801, Клагенфурт, Австрия) е 2. имперски княз на Кевенхюлер-Меч в Каринтия, австрийски политик, дипломат, представител на императора в Имперска Италия. Той също е княз на Айхелберг, граф на Хоен-Островиц и Анабюхл, фрайхер на Ландскрон и Вернберг и наследствен господар на Карлсберг.

## Живот
Той е вторият син (от 13 деца) на 1. княз Йохан Йозеф фон Кевенхюлер-Меч (1706 – 1776) и съпругата му графиня Каролина фон Меч (1706 – 1784), дъщеря на граф Йохан Адолф фон Меч (1672 – 1740) и фрайин/графиня Мария Ернестина фон и цу Ауфзес (1691 – 1753).
Йохан Зигизмунд започва дипломатическа дейност, от 1756 до 1760 г. е императорски пратеник в Португалия и от 1763 до 1770 г. в сардинския двор в Торино. Между 1775 и 1782 г. е главен представител на императора и на империята в Имперска Италия.
След това той се оттегля и живее в Милано и в други градове в Италия. След завръщането му в Австрия 1801 г. той се разболява и умира на 69 години.

## Фамилия
Първи брак: на 26 февруари 1754 г. с принцеса Мария Амалия фон Лихтенщайн (* 11 август 1737, Виена; † 20 октомври 1787, Милано), дъщеря на княз Емануел фон Лихтенщайн (1700 – 1771) и графиня Мария Анна Антония фон Дитрихщайн-Вайкселщет (1706 – 1777). Те имат десет деца:
- Йохан Йозеф (* 17 юни 1755; † 9 септември 1787)
- Карл Мария Йозеф Йохан Баптист Клеменс (* 23 ноември 1756; † 2 юни 1823, Виена), 3. имперски княз на Кевенхюлер-Меч, женен 1805 г. за графиня Тереза Морцин (* 18 април 1774; † 8 юли 1859, Хицинг); бездетен
- Мария Йохан Йозеф Елеутериус (* 20 февруари 1758; † 19 юли 1772)
- Анна Антония Мария (* 10 април 1759, Лисабон; † 18 януари 1809, Виена), омъжена на 12 февруари 1776 г. във Виена за граф Кароло Цихи е Цих ет Васонкеьо (* 4 март 1753, Братислава; † 28 септември 1826, Виена)
- Мария Кристина Виктория (* 23 декември 1760, Виена; † 16 ноември 1811, Бресция), омъжена на 26 февруари 1786 г. в Милано за Дон Антонио Мария Ерба Одескалчи 2°принципе ди Монтелеоне (* 16 септември 1750, Милано; † 10 януари 1832, Милано)
- Франц Мария Йохан Йозеф Херман (* 7 април 1762, Виена; † 3 юли 1837, Фронсбург, Долна Австрия), 4. имперски княз на Кевенхюлер-Меч, женен I. на 6 юли 1791 г. във Виена за графиня Мария Елизабет фон Кюфщайн (* 2 май 1771, Виена; † 8 април 1796, Санкт Пьолтен), II. на 16 април 1798 г. в Санкт Пьолтен за графиня Мария Йозефа фон Абеншперг и Траун (* 7 януари/23 ноември 1782, Санкт Пьолтен; † 6 март 1799, Гьорц), III. на 15 юни 1812 г. в Оросцар (Карлсбург) за графиня Кристина Цихи де Цих ет Васонкеьо (* 30 април 1792, Виена; † 20 юли 1830, Пенцинг); има общо 8 деца
- Мария Каролина Фердинанда (* 3 септември 1763; † 19 ноември 1858), омъжена на 16 юли 1783 г. за Джузепе Мария Зоресина-Видони
- Мария Терезия Агнес (* 20 април 1765; † 19 май 1766)
- Мария Леополдина (* 22 август 1767; † 24 февруари 1845), омъжена на 19 април 1783 г. във Виена за 3. принц Дон Франческо Русполи ди Церветери (* 18 февруари 1752; † 8 март 1829)
- Емануел (* 1769; † 1773, Милано)

Втори брак: на 4 ноември 1800 г. за графиня Мария Йозефина Щрасолдо (* 2 ноември 1768, Гьорц/Гориция; † 13 март 1837, Виена), дъщеря на граф Винценц фон Щрасолдо и графиня Амалия Валвасони. Бракът е бездетен.